# Run (singel Snow Patrol)
Run – piosenka rockowej grupy Snow Patrol, pochodząca z jej trzeciego albumu, Final Straw. Przyniosła ona pierwszy duży sukces zespołowi, kiedy uplasowała się w Wielkiej Brytanii na piątym miejscu.
Utwór został umieszczony na albumie Top Gear: The Ultimate Driving Experience. Został także wykorzystany w filmach The Chumscrubber i The Guardian oraz w innym obrazie, będącym adaptacją książki Wide Sargasso Sea. Piosenkę można było usłyszeć również w wielu serialach i programach telewizyjnych, m.in. Doktor Who: Ściśle tajne, Wołanie o pomoc, Dowody zbrodni, Jerycho i Pogoda na miłość. Utwór ten doczekał się coveru w wykonaniu brytyjskiej wokalistki Leony Lewis.

## Lista utworów

### 10”
A: „Run (Jackknife Lee Remix)”
B: „Run (Freelance Hellraiser Remix)”
Liczba kopii ograniczona do 500.

### CD
1. „Run” (wideo)
2. „Post Punk Progression”
3. „Spitting Games (wersja country 2001)”

### 7”
A: „Run”
B: „Post Punk Progression”

### Promo CD
1. „Run” (edycja radiowa)

Wydanie dostępne w Wielkiej Brytanii.
1. „Run” (edycja radiowa)
2. „Run”

Wydanie dostępne w Stanach Zjednoczonych.